# Rudolf Baeßler
Walter Rudolf Baeßler (* 2. Juli 1862 in Wurzen; † 14. Oktober 1932 in Dresden) war ein sächsischer Generalleutnant.

## Leben
Rudolf Baeßler legte 1880 das Reifezeugnis an der städtischen Realschule zu Wurzen ab. Anschließend trat er als Avantageur in das 1. Feldartillerie-Regiment Nr. 12 der Sächsischen Armee ein und wurde bei der reitenden Abteilung ausgebildet. Nach dem Besuch der Kriegsschule in Erfurt avancierte er 1881 zum Sekondeleutnant, stieg 1889 zum Premierleutnant auf und wurde mit der Beförderung zum Hauptmann Mitte September 1893 Batteriechef. Am 23. April 1904 avancierte er zum Major und Kommandeur der I. Abteilung im 3. Feldartillerie-Regiment Nr. 32. Unter Versetzung in das 4. Feldartillerie-Regiment Nr. 48 beauftragte man Baeßler am 25. Oktober 1908 zunächst mit der Führung und ernannte ihn am 22. Mai 1909 zum Kommandeur dieses Verbandes. Nachdem er am 23. März 1910 zum Oberstleutnant befördert wurde, erfolgte seine Ernennung zum Kommandeur des 1. Feldartillerie-Regiments Nr. 12. In dieser Eigenschaft stieg er am 18. November 1911 zum Oberst auf. 
Baeßler wurde am 17. Juni 1914 zum Kommandeur der 2. Feldartillerie-Brigade Nr. 24 ernannt, nahm nach Ausbruch des Ersten Weltkriegs mit seinem Großverband an den Kämpfen an der Westfront teil und wurde Generalmajor. Krankheitsbedingt musste er Ende September 1914 sein Kommando abgeben. Daraufhin wurde Baeßler am 17. März 1915 in Genehmigung seines Abschiedsgesuches mit Pension und der Berechtigung zum Tragen der Generalsuniform zur Disposition gestellt.
Als z.D.-Offizier und Inspekteur der Ersatz-Abteilungen der Feldartillerie des XIX. (II. Königlich Sächsisches) Armee-Korps wurde er wiederverwendet. Ab August 1916 war er Chef des Stabes des stellvertretenden Generalkommandos des XII. (I. Königlich Sächsisches) Armee-Korps und erhielt 1918 den Charakter als Generalleutnant.
Nach Kriegsende wirkte er u. a. als Vorsitzender des Landesverband Sachsen des Jagdschutzverbandes, als Vorstandsmitglied des Dresdner Rennvereins und als Vorsitzender des Hilfsvereins zu Dresden.

## Schriften
- Umriß der Geschichte des 1. Feld-Artillerie-Regiments Nr. 12. Schunke, Dresden 1920.